# هات (زاكارباتسكا)
هات (Гат) هي مدينة في مقاطعة زاكارباتسكا في أوكرانيا.
يبلغ عدد سكانها حوالي 3000  نسمة.